# Lábatlan
Lábatlan (německy Labeland) je město v Maďarsku v župě Komárom-Esztergom, spadající pod okres Esztergom. Vzniklo v roce 1950 sloučením dvou obcí Lábatlan a Piszke (německy Fischern). Nachází se u břehu Dunaje, pod pohořím Gerecse, těsně u státních hranic se Slovenskem, a tvoří aglomeraci s bezprostředně sousedícím městem Nyergesújfalu. Nachází se asi 28 km severovýchodně od župního města Tatabánye, 18 km jihozápadně od Esztergomu a 24 km východně od Komáromu. V roce 2015 zde žilo 4 839 obyvatel. Podle údajů z roku 2011 zde byli 84,8 % Maďaři, 1,5 % Romové, 1 % Němci a 0,2 % Rumuni.
Nejbližšími městy jsou Nyergesújfalu a Tata. Blízko jsou též obce Bajna, Bajót a Süttő. Na druhé straně Dunaje se nacházejí slovenské Kravany nad Dunajom.